# Basshornlaufgraben
Der Basshornlaufgraben ist ein Wassergrabensystem in Uetersen im Kreis Pinneberg, benannt nach dem Flurgebiet Basshorn (früher auch Batzhorn).

## Verlauf
Der Basshornlaufgraben entspringt in den Rosenfeldern zwischen den Straßen Ossenpadd und Tornescher Weg in Uetersen. Er unterquert den sogenannten Schwarzen  Weg am Ende der Hebbelstraße und die Schienenstrecke der ehemaligen Uetersener Eisenbahn. Der Graben verläuft weiter in Richtung Osten zwischen der Straße Ohrtbrook und den Feuchtwiesen am Rande des Landschaftsschutzgebietes Wiesengrund und entwässert diese mit weiteren kleinen Zuläufen. Danach ändert sich die Laufrichtung kurzzeitig in Richtung Norden um dann in den Ohrtbrookgraben oberhalb des ersten Regenrückhaltebeckens zu münden.